# Confédération des travailleurs du Liechtenstein
La Liechtensteiner Arbeitnehmerverband (LANV - Confédération des travailleurs du Liechtenstein) est un syndicat du Liechtenstein affilié à la Confédération européenne des syndicats.

## Liens
Site officiel du LANV